# 176 pr. n. št.

## Smrti
- Kleopatra I. Sirijka, kraljica Egipta (* 204 pr. n. št.)